# Bess, You Is My Woman
Bess, You is My Woman is een aria van George Gershwin uit de opera Porgy and Bess uit 1935 op teksten is van DuBose Heyward en Ira Gershwin. De aria werd het eerst uitgevoerd door Todd Duncan en Anne Brown tijdens de première van de opera op 30 september 1935. Het is in de loop der jaren een populaire jazzstandard geworden zowel vocaal als instrumentaal.

## Achtergrond
De aria wordt gezongen in Act 2, scène 1, vlak voor vertrek naar Kittiwah Island voor de jaarlijkse picknick. Porgy en Bess verklaren elkaar de liefde. Bess wil bij Porgy blijven maar Maria dringt aan bij Bess om mee te gaan naar de picknick. Iedereen gaat, dus waarom zij niet? Uiteindelijk gaat ze mee en laat ze Porgy achter in Catfish Row.
Strofe 1 (gezongen door Porgy):
Bess, you is my woman now, you is, you is!
An' you mus' laugh an' sing an' dance for two instead of one.
Want no wrinkle on yo' brow, nohow,
because de sorrow of the past is all done.
Oh, Bess, my Bess!
De real happiness is yes' begun.

'Bess, You Is My Woman' is een van de drie teksten die Ira Gershwin en DuBose Heyward samen gemaakt hebben voor de opera Porgy and Bess. De andere twee aria’s zijn ‘I Got Plenty o' Nuttin' ‘ en ‘I Wants To Stay Here’.

## Kenmerken muziek[4]
Het is een liefdesduet gezongen door Porgy, bas-bariton, en Bess, sopraan.
De vorm  is A-A’-B-A”-A”-B-coda. De eerste A (het hoofdthema) wordt door Porgy gezongen in Bes Majeur (!), Bess herhaalt het thema in D majeur, na een korte brug (B) in de vorm van een beurtzang in Fis majeur, komt A” bestaande uit het hoofdthema gezongen door Bess in D majeur met een tegenmelodie van Porgy met herhaling (opnieuw A”) gevolgd door de korte brug (B) in de vorm van een beurtzang (in Fis majeur) en tot slot een tweestemmige coda van elf maten. Vanaf de laatste B (brug) blijft de hele aria in Fis majeur waar hij ook in eindigt.
Het tempo is Andantino cantabile. De dynamiek is hoofdzakelijk mezzoforte en in de laatste A” forte.
Het duet wordt begeleid door symfonieorkest.
De eerste vier maten van de aria:

## Vertolkers[5]
- Miles Davis
- Pim Jacobs
- Louis van Dijk
- Pieter van Vollenhove
- Johnny Keating
- Ella Fitzgerald
- Louis Armstrong
- Gil Evans
- Charles Lloyd
- Jason Moran
- Quincy Jones
- Teddy Wilson
- Frédéric Borey
- Frédéric Pasqua
- Yoni Zelnik
- Leonardo Montana
- Michael Felderbaum
- Tatsuya Takahashi
- James Moody
- Bill Charlap
- Aaron Diehl
- Warren Wolf
- David Wong
- Rodney Green
- Buddy DeFranco
- Alfred Gehardt
- Joe Henderson
- Lesley Garrett
- Bryn Terfel
- Eddy Louiss
- Oscar peterson
- Ray Brown
- Ed Thigpen
- Dave Liebman
- Harry Belafonte
- Lena Horne
- Herb Ellis
- Ray Brown
- Bobby Whitlock
- Tommy Flanagan
- Lawrence Tibbett
- Charlie Mariano
- Lars Boye Jensen
- Joel Weiskopf
- Rhein Brass
- Georges Cables
- Julian Lloyd Webber
- Sammy Davis Jr.
- Carmen McRae
- Marisa Monte
- Duke Ellington
- Mel Tormé
- Frances Faye
- Johnny Hartman
- Magnus Hjorth
- Petter Eldh
- Snorre Kirk
- Hank Jones
- Paul Kuhn
- Eugen Cicero